# Daniel Collins (Schauspieler)
Daniel Collins (* in Los Angeles, Kalifornien) ist ein US-amerikanischer Schauspieler. In den 1990er Jahren wirkte er in mehreren Produktionen als Kinderdarsteller mit.

## Leben
Collins wurde in Los Angeles geboren und entstammt einer Familie, die bereits seit zwei Generationen in der Filmbranche tätig war. In den 1980er Jahren wurde er in einem Breakdance-Kurs entdeckt und erhielt erste Filmrollen. Er gab sein Schauspieldebüt 1985 im Kurzfilm The Beaver Gets a Boner. 1990 spielte er im Whoopi-Goldberg-Fernsehfilm Tales from the Whoop: Hot Rod Brown Class Clown mit und war neben Tobey Maguire einer der Kinderdarsteller. 1994 war er in der Filmproduktion Chicks – Total bekifft und wild auf Girls, in einer Episode der Fernsehserie Ausgerechnet Alaska sowie im Fernsehfilm Children of the Dark – Kinder der Dunkelheit als Schauspieler zu sehen.
Erst 2017 folgte mit einer Episodenrolle in der Fernsehserie So You Think You Can Dance eine weitere Serienbesetzung. 2023 lieh er dem Charakter Ed Stephany in der Fernsehserie Murf the Surf seine Stimme. Ab demselben Jahr bis einschließlich 2024 spielte er in verschiedenen Rollen im Format The UnBelievable mit Dan Aykroyd mit. 2024 spielte er in den vom Filmstudio The Asylum produzierten Filmen Road Wars: Max Fury und Witch Hunter – Der Hexenjäger in größeren Rollen mit. Im selben Jahr war er in einer der Hauptrollen als Atticus im Horrorfilm I Joined a Cult zu sehen.
Er ist seit 2021 Vater einer Tochter und ist in Südkalifornien wohnhaft.

## Filmografie (Auswahl)
- 1985: The Beaver Gets a Boner (Kurzfilm)
- 1990: Tales from the Whoop: Hot Rod Brown Class Clown (Fernsehfilm)
- 1994: Chicks – Total bekifft und wild auf Girls (The Stoned Age)
- 1994: Ausgerechnet Alaska (Northern Exposure, Fernsehserie, Episode 5x20)
- 1994: Children of the Dark – Kinder der Dunkelheit (Children of the Dark, Fernsehfilm)
- 2017: So You Think You Can Dance (Fernsehserie, Episode 14x02)
- 2023: Murf the Surf (Fernsehserie, 2 Episoden; Sprechrolle)
- 2023: Ravine (Kurzfilm)
- 2023–2024: The UnBelievable mit Dan Aykroyd (Fernsehserie, 2 Episoden, verschiedene Rollen)
- 2024: Equal Justice with Judge Eboni K. Williams (Fernsehserie, Episode 1x73)
- 2024: Road Wars: Max Fury
- 2024: Witch Hunter – Der Hexenjäger (Witch Hunter)
- 2024: I Joined a Cult
- 2025: Red Plague